# Morten Olsen
Morten Per Olsen (Vordingborg, 1949. augusztus 14. –) dán válogatott labdarúgó, edző.
Játékosként a dán válogatottal részt vett az 1984-es és az 1988-as Európa-bajnokságon, illetve az 1986-os világbajnokságon.
A dán válogatott szövetségi kapitánya volt 2000 és 2015 között.
Irányítása alatt részt vettek a 2002-es és a 2010-es világbajnokságon, illetve a 2004-es és a 2012-es Európa-bajnokságon.

## Sikerei, díjai

### Játékosként
Anderlecht
- Belga bajnok (3): 1980–81, 1984–85, 1985–86
- UEFA-kupa győztes (1): 1982–83

### Edzőként
Brøndby
- Dán bajnok (2): 1990, 1991

Ajax
- Holland bajnok (1): 1997–98
- Holland kupagyőztes (1): 1997–98